# Ernst Nolte

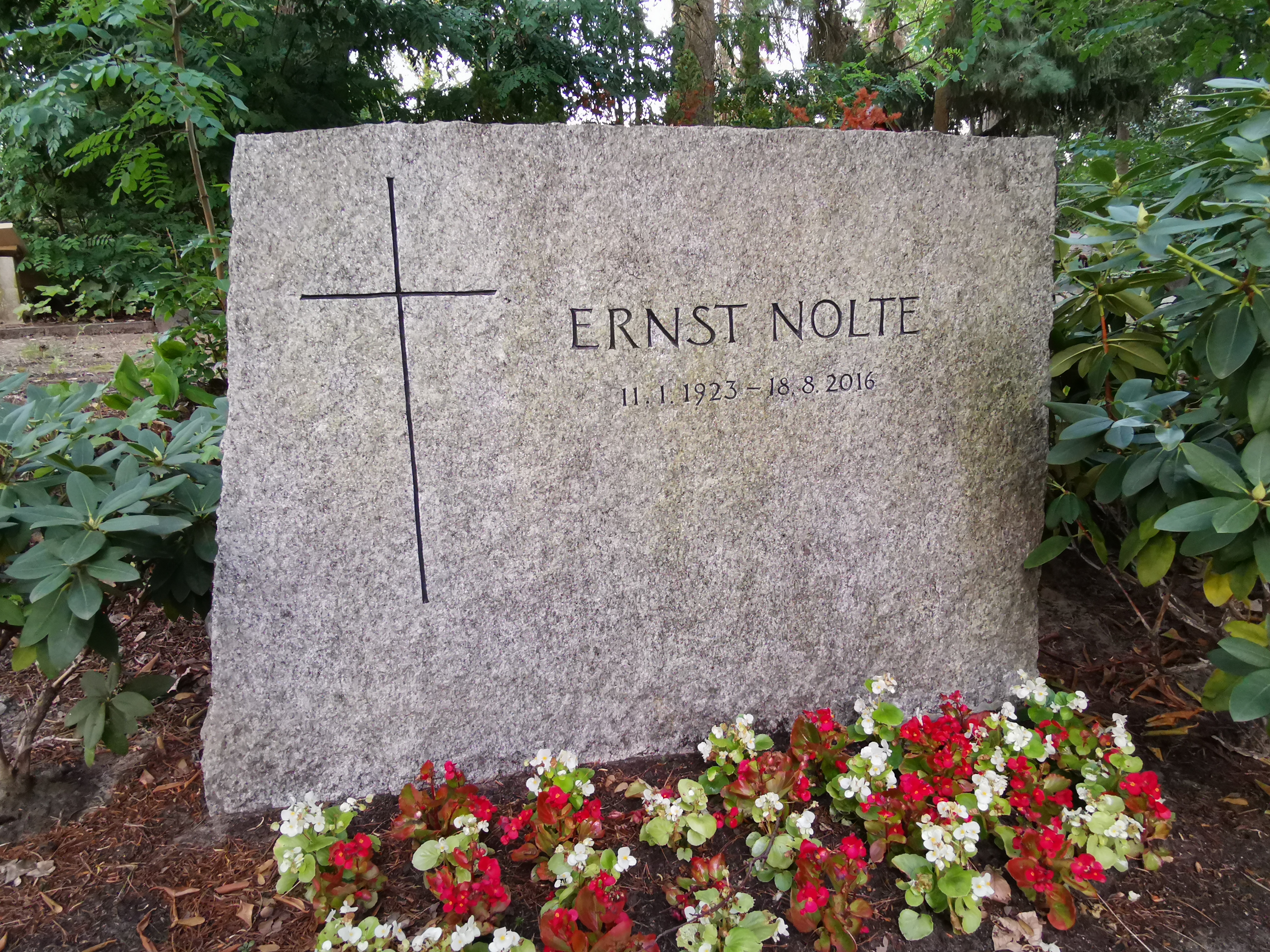
Grab auf dem Friedhof der St.-Matthias-Gemeinde in Berlin-Tempelhof (Am Berg W 48)

Ernst-Hermann Nolte (* 11. Januar 1923 in Rüdinghausen, jetzt Witten; † 18. August 2016 in Berlin) war ein deutscher Historiker und Philosoph. Insbesondere seine Studien zum europäischen Faschismus, die er in den 1960er Jahren vorlegte, waren einflussreich. Seine These von einem „kausalen Nexus“ zwischen den Verbrechen des Gulag-Systems in der Sowjetunion und dem Holocaust, der Ermordung der europäischen Juden im Nationalsozialismus, löste 1986 den Historikerstreit aus.

## Leben
Ernst Nolte wurde 1923 als Sohn des damaligen Hauptlehrers Heinrich Nolte und seiner Frau Anna, geb. Bruns, in Rüdinghausen (heute ein Ortsteil von Witten an der Ruhr) geboren. Sein Vater, 1891 in Brilon im Sauerland geboren, war seit 1922 Rektor der katholischen Volksschule in Rüdinghausen; seine aus Buke bei Paderborn stammende Mutter war ebenfalls Lehrerin.
Ab 1929 besuchte Nolte die Volksschule, ab 1933 dann die Oberschule für Jungen in Hattingen (Ruhr), wo er im März 1941 das Abitur ablegte. Anschließend studierte er seit dem Sommersemester 1941 deutsche und griechische Philologie und Philosophie an den Universitäten Münster und Berlin. Zum Wintersemester 1943/44 wechselte Nolte an die Albert-Ludwigs-Universität Freiburg. In Freiburg wurde er Mitglied der Kameradschaft Friedrich Ludwig Jahn. Sein Leibbursch war Walter Jens. Da ihm an der linken Hand drei Finger fehlten (Adaktylie), war Nolte nicht kriegsdiensttauglich. Die „Last“, gegenüber vielen Gleichaltrigen bevorzugt worden zu sein, die wie sein jüngerer Bruder im Zweiten Weltkrieg gefallen waren, erklärte er später als wichtiges Movens für seine lebenslange Beschäftigung mit dem Nationalsozialismus: „zwar in Abneigung, aber ohne Hass“.
Kurz vor Kriegsende wurde Nolte dennoch einberufen und unterzog sich im März 1945 einem verkürzten Staatsexamen. Nach Kriegsende trat er in den Schuldienst an Gymnasien ein und unterrichtete die Fächer Deutsch, Latein und Griechisch. Im November 1950 setzte er in Freiburg seine wissenschaftlichen Arbeiten fort, besuchte Vorlesungen und Übungen bei Martin Heidegger, Eugen Fink, Wilhelm Szilasi, Max Müller und Karl Ulmer und wurde im Dezember 1952 in Freiburg mit der von Fink betreuten Arbeit Selbstentfremdung und Dialektik im Deutschen Idealismus und bei Marx promoviert. Kurz vor dem Ende des Weltkriegs hatte er ursprünglich mit Martin Heidegger ein Promotionsprojekt „Über Ewigkeit und Zeit“ vereinbart.
Nolte wurde dann an der Universität Köln Assistent bei Theodor Schieder. Sein 1963 erschienenes Buch Der Faschismus in seiner Epoche wurde 1964 als Habilitationsschrift angenommen. Dieses Werk, das bald in mehrere Sprachen übersetzt wurde, machte ihn international bekannt. Er war dann noch kurze Zeit in Köln als Privatdozent tätig. Bereits 1965 wurde Nolte als ordentlicher Professor für Neuere Geschichte an die Universität Marburg berufen. 1973 folgte er einem Ruf an die FU Berlin, an der er am Friedrich-Meinecke-Institut bis zu seiner Emeritierung im Jahr 1991 als Professor für Neuere Geschichte wirkte. 1985 erhielt er für seine „Verdienste um die Festigung und Förderung der Grundlagen eines freiheitlichen Gemeinwesens“ den Hanns Martin Schleyer-Preis.
Sein Sohn ist der Berliner Völkerrechtsprofessor Georg Nolte, seine Tochter die Journalistin und Schriftstellerin Dorothee Nolte.
Ernst Nolte starb im Alter von 93 Jahren nach kurzer, schwerer Krankheit. Er fand seine letzte Ruhestätte auf dem Friedhof der St.-Matthias-Gemeinde in Berlin-Tempelhof.

## „Der Faschismus in seiner Epoche“
In dem Werk Der Faschismus in seiner Epoche (1963) definierte Nolte Faschismus auf Grundlage von dessen Selbstäußerungen, einer Methode, die Nolte phänomenologisch nennt und philosophisch begründet hat, als „Antimarxismus, der den Gegner durch die Ausbildung einer radikal entgegengesetzten und doch benachbarten Ideologie und die Anwendung von nahezu identischen und doch charakteristisch umgeprägten Methoden zu vernichten trachtet, stets aber im undurchbrechbaren Rahmen nationaler Selbstbehauptung und Autonomie“.
Nach der – an Max Weber angelehnten – typologischen Methode werden als allgemeine Merkmale des Faschismus Antimarxismus, Antiliberalismus, Nationalismus, Gewalt und Propaganda ermittelt, wobei Nolte selbst auf die Grenzen dieses Verfahrens verweist, da Rassismus oder Antisemitismus hier keine definitorische Rolle spielen. In seiner phänomenologischen Erschließung der Vorgeschichte des Faschismus jedoch kommt Antisemitismus und Rassismus eine umso zentralere Stellung zu. Denn Nolte fasst in seiner Faschismustheorie nicht nur den deutschen Nationalsozialismus und den italienischen Faschismus Mussolinis, sondern auch die Action française, eine rechtsextreme französische Bewegung der Dritten Republik, zusammen, deren Rassenantisemitismus unmittelbar auf die Weltanschauung Hitlers vorausweise. Damit war er der erste deutsche Historiker ohne marxistischen Hintergrund, der den Faschismusbegriff benutzte. Nolte sah die Ursprünge des europäischen Faschismus in der Tradition der französischen Gegenrevolution.
Sein Buch wurde auch von gemäßigten Linken positiv rezipiert, weil es als Gegenentwurf zur Totalitarismustheorie verstanden wurde. Nolte selbst stellte 1978 in einem „Rückblick nach fünfzehn Jahren“ klar, dass dies ein Missverständnis sei: „In Wahrheit wollte ich die Totalitarismustheorie differenzieren, historisieren und bis zu einem gewissen Grade auch entemotionalisieren, aber ich wollte sie weder überwinden noch verdrängen“.

## Historikerstreit
Ein Beitrag Noltes in der Frankfurter Allgemeinen Zeitung (FAZ) vom 6. Juni 1986, auf den Jürgen Habermas in der Zeit publizistisch reagierte, löste den sogenannten Historikerstreit aus. Dem Text lagen Gedanken zugrunde, die Nolte bereits am 24. Juli 1980 in einem Artikel der FAZ geäußert hatte.
Nolte erklärte darin, der „Archipel Gulag“ habe „das logische und faktische Prius“ vor Auschwitz, das heißt, der „Rassenmord“ der Nationalsozialisten sei nur aus Furcht vor dem älteren „Klassenmord“ der Bolschewiki entstanden. Den Massenmord an den Juden und die antisemitische Weltanschauung Hitlers, die seinen älteren Thesen zufolge das Wesen des Faschismus enthüllten, deutet Nolte in seinem 1987 erschienenen Werk Der europäische Bürgerkrieg 1917–1945. Nationalsozialismus und Bolschewismus als eine „überschießende Reaktion“ auf die Herausforderung der Oktoberrevolution, die mit ihrem Klassenmord und den seit 1918 errichteten Konzentrationslagern ein Präzedens gesetzt habe.
Diese These, die Nolte indessen nicht dazu veranlasste, die Singularität des Holocaust in Frage zu stellen, erweiterte er zur Behauptung eines „europäischen Bürgerkriegs“, der von 1917 bis 1945 getobt habe. Nolte rückt hier Faschismus, Nationalsozialismus und Bolschewismus in ein enges Entsprechungsverhältnis, in dem der Bolschewismus anstoßgebendes Vorbild und „Schreckbild“ Hitlers gewesen sei. Den von britischen und amerikanischen Juden proklamierten Boykott deutscher Waren, der unter dem Titel Judea Declares War on Germany im Daily Express vom 24. März 1933 veröffentlicht wurde, sowie die Loyalitätsbekundung Chaim Weizmanns vom September 1939 für Großbritannien wertete Nolte als Rechtfertigung, „dass Hitler die Juden als Kriegsgefangene […] behandeln und internieren durfte“. Die Argumentation mit einer „jüdischen Kriegserklärung“ an Deutschland hatte Nolte dem rechtsextremen Schrifttum entnommen. Sie wurde verbreitet als antisemitisch gewertet und trug dazu bei, dass Nolte in akademischen Kreisen zunehmend isoliert war. Nach Ansicht des Erziehungswissenschaftlers Micha Brumlik ist Nolte damit „der erste deutsche, einigermaßen renommierte Gelehrte, der sowohl den Antisemitismus als auch den Holocaust nicht nur ‚versteht‘, sondern offen rechtfertigt“.
Neben massiven methodischen und quellenkundlichen Vorwürfen setzte die Kritik in der Folgezeit an Noltes Verständnis der NS-Ideologie an: Bei Nolte sei deren Antisemitismus eine Abwehrideologie gegenüber einer konkreten Bedrohung, tatsächlich aber sei er von Beginn an ein entscheidendes Wesensmerkmal der nationalsozialistischen Ideologie und ihrer völkischen Vorläufer gewesen, was beispielsweise für den italienischen Faschismus in dieser Aggressivität nicht gelte. Nolte erkläre die hier vorhandenen Unterschiede nicht und beziehe Betrachtungen, die bei faschistischen Bewegungen möglicherweise eine gewisse Plausibilität besäßen, unreflektiert auf das in vieler Hinsicht andersartige völkische Wesen der NS-Bewegung.

## Zunehmende Isolation
In den Jahren nach dem Höhepunkt des Historikerstreits wurde Nolte unter Historikern zunehmend isoliert. Sein Publikum fand er, wie Alexander Cammann meint, von nun an nur noch „rechts außen“.
Im 1990 von Rainer Zitelmann, Uwe Backes und Eckhard Jesse herausgegebenen Sammelband Die Schatten der Vergangenheit argumentierte Nolte, der Antisemitismus der Nationalsozialisten habe ein „fundamentum in re“, einen rationalen Kern, der im Verhalten der Juden liege: Er zitierte revolutionsbefürwortende und deutschfeindliche Äußerungen Ernst Blochs, Georg Lukács’ sowie Max Horkheimers und konstatierte dann, wer so „enthemmt“ schreibe, „der darf sich nicht wundern, wenn aus dieser Realität ein Gegenschlag hervorgeht, der nicht minder enthemmt“ sei. Der Rezensent des Jahrbuchs für die Geschichte Mittel- und Ostdeutschlands kritisierte, dass Nolte offenkundig ein Naturrecht auf einen solchen Gegenschlag annehme, ganz gleich, ob die peripheren Äußerungen dieser jüdischen Intellektuellen je nennenswert rezipiert wurden: „In transzendentalistischer Spekulation reicht der Nachweis, daß etwas geschrieben wurde, schon für seine Wirksamkeit aus“.
In seinem Werk Geschichtsdenken im 20. Jahrhundert führte er 1991 aus, es habe in besagtem Jahrhundert drei „außerordentliche Staaten“ gegeben, nämlich die UdSSR, das geteilte Deutschland und Israel. Die UdSSR und Deutschland seien wieder zur „Normalität“ zurückgekehrt – allein Israel müsse diesen Zustand noch erreichen, sonst laufe es Gefahr, der „einzige Staat nach dem Herzen Hitlers“ zu werden. Die Rezeption dieses Buches war überwiegend ablehnend. 1994 war er einer der Autoren des neurechten Sammelbands Die selbstbewusste Nation, was ebenfalls überwiegend auf Unverständnis stieß. Im selben Jahr gab er dem Journal of Historical Review ein Interview, einem Organ pseudowissenschaftlich argumentierender Holocaustleugner. Als einziger Fachwissenschaftler von Rang tat Nolte den Leuchter-Report von 1988 nicht als pseudowissenschaftliche Geschichtsfälschung ab. Darin behauptete der US-Amerikaner Fred A. Leuchter, in den Gaskammern der Vernichtungslager könne wegen angeblich fehlender Blausäurespuren kein Massenmord stattgefunden haben. Nolte lobte seinen Text als „wichtig“, auch wenn er ihn nicht als wissenschaftlich bezeichnen mochte.
Im Februar 1988 wurde auf das auf dem Gelände der Freien Universität Berlin abgestellte Auto Noltes ein Brandanschlag verübt. Anfang Februar 1994 verhinderten etwa 30 Demonstranten gewaltsam einen Vortrag Noltes über das Thema „Nietzsche und die Gegenwart“ im Gebäude der katholischen Studentengemeinde in Friedrichshain. Nolte wurde angerempelt, bespuckt und ihm wurde Tränengas ins Gesicht gesprüht.
Noltes Ablehnung der Verschärfung des § 130 StGB (Strafbarkeit der Holocaustleugnung als Volksverhetzung) in einem Zeitungsartikel als „Gefahr für die geistige Freiheit“ Deutschlands stieß überwiegend auf Unverständnis. Sein 1998 veröffentlichtes Buch Historische Existenz. Zwischen Anfang und Ende der Geschichte?, das er selbst in einem Vortrag als sein Hauptwerk verstanden wissen wollte, intensivierte seine Thesen aus dem Historikerstreit noch einmal. Er führte aus, dass auch die Tätigkeit sowjetischer Partisanen hinter der Front als Reaktion den Massenmord an den Juden provoziert hätte. Hitler habe zudem „schwerwiegende Gründe“ gehabt, die Juden seit 1939 als feindlich gesinnt zu betrachten „und entsprechende Maßnahmen zu ergreifen“ – womit Nolte allerdings nicht deren Ermordung meinte. Er zog jedoch Parallelen zwischen den im Alten Testament enthaltenen Vernichtungsdrohungen für die Feinde Israels und Hitlers Vorstellungen im Zweiten Weltkrieg. Dazu billigte Nolte Hitler zu, eine „bemerkenswerte Kenntnis des Alten Testaments“ gehabt zu haben – Gedankengänge, die in der Presse als Beleg des „wissenschaftlichen Niedergangs“ Noltes bewertet wurden.
In seinem Buch Die dritte radikale Widerstandsbewegung: Der Islamismus versuchte Nolte laut dem Zeithistoriker und Terrorismusforscher Walter Laqueur, den Islamismus „in die großen politischen Systeme unserer Zeit einzuordnen“. Mit Chaim Weizmann, Theodor Herzl und dem Zionismus lasse sich, so Laqueur, das Phänomen des Islamismus allerdings nicht erklären. Das neue Buch gebe Nolte „Gelegenheit, seine alten Theorien zu wiederholen“. Nolte interessiere „sich für Ideologie, von der Wirklichkeit redet er selten“. In diesem Buch stellte Nolte auch die These auf, eine sogenannte „Okzidentose“ bedrohe „den ganzen Islam von innen“ und habe „viel mit dem Wirken der Juden innerhalb der angeblich christlichen Kultur zu tun“. Dem Historiker Volker Weiß zufolge bestätigt Noltes „Verteidigung der arabischen Judenfeindschaft“ die „enge Verbindung von Antiuniversalismus, Islamismus und Antisemitismus“. Positiv rezipiert wurde Noltes Buch hingegen in der neurechten Jungen Freiheit und der NPD-nahen Zeitschrift Hier & Jetzt.
Noch 2012 interpretierte Nolte in der neurechten Sezession den Nationalsozialismus als „eine Kopie des bolschewistischen Originals“. Ebenfalls in der Sezession schrieb er 2012 in Bezug auf Juden von einer angeblichen „antiwissenschaftlichen Ungleichbehandlung eines welthistorischen und in aller Differenzierung sehr aktiven Volkes […], das aus inneren und äußeren Gründen auf der Ausschließlichkeit seines Opferstatus zu beharren scheint“. 2015 sprach Nolte in einem Interview mit der Sezession davon, dass dem „‚Weltjudentum‘ die Qualität des ‚schlechthin Ungebundenen‘“ zukomme, und betonte dessen „wesentliche und positive Rolle bei der Heraufkunft von ‚Neuzeit‘ und ‚Modernität‘ [...], nicht zuletzt in der Verbindung mit ‚Rationalismus‘, der Beziehung zum Geld und zur ‚Rechenhaftigkeit‘“.
Im Jahr 2000 erhielt Nolte den Konrad-Adenauer-Preis der Deutschland-Stiftung. Angela Merkel lehnte es ab, die Laudatio auf Nolte zu halten. Diese Aufgabe wurde dann vom Direktor des Münchner Instituts für Zeitgeschichte, Horst Möller, übernommen. Nachdem 2003/2004 der CDU-Bundestagsabgeordnete Martin Hohmann wegen seiner als antisemitisch betrachteten Rede zum Tag der Deutschen Einheit aus Partei und Fraktion ausgeschlossen worden war, erklärte Nolte Hohmann zum tapferen und respektablen Streiter für Meinungs- und Gewissensfreiheit. 2006 unterzeichnete er den von der Wochenzeitung Junge Freiheit inszenierten „Appell für die Pressefreiheit“ gegen den Ausschluss der Jungen Freiheit von der Leipziger Buchmesse. Im November 2011 erhielt er den von der Förderstiftung Konservative Bildung und Forschung und der Wochenzeitung Junge Freiheit verliehenen Gerhard-Löwenthal-Ehrenpreis für Publizistik 2011. 2012 wurde Nolte „für sein umfangreiches wissenschaftliches und geschichtsphilosophisches Gesamtwerk“ mit dem Historiker-Preis der Erich und Erna Kronauer-Stiftung geehrt, deren Kuratorium er angehörte.

## Schriften
- Selbstentfremdung und Dialektik im Deutschen Idealismus und bei Marx. (Freiburg (Breisgau), Univ., Diss., 1952).
- Der Faschismus in seiner Epoche. Action francaise – Italienischer Faschismus – Nationalsozialismus. Piper, München 1963 (Zugl.: Köln, Univ., Habil.-Schr., 1964).
- Die faschistischen Bewegungen. Die Krise des liberalen Systems und die Entwicklung der Faschismen (= dtv-Weltgeschichte des 20. Jahrhunderts. Bd. 4). DTV, München 1966.
  - in überarbeiteter Fassung: Die Krise des liberalen Systems und die faschistischen Bewegungen. Piper, München 1968.[33]
- (Hrsg.) Theorien über den Faschismus. Kiepenheuer und Witsch, Köln 1967.
- Sinn und Widersinn der Demokratisierung in der Universität. Rombach, Freiburg im Breisgau 1968.
- Universitätsinstitut oder Parteihochschule? Dokumentation zum Habilitationsverfahren Kühnl. Markus, Köln 1971.
- Deutschland und der kalte Krieg. Piper, München 1974.
- Marxismus, Faschismus, Kalter Krieg. Vorträge und Aufsätze 1964–1976. DVA, Stuttgart 1977, ISBN 3-421-01824-3.
- Was ist bürgerlich? und andere Artikel, Abhandlungen, Auseinandersetzungen. Klett-Cotta, Stuttgart 1979, ISBN 3-12-915051-X.
- Marxismus und Industrielle Revolution. Klett-Cotta, Stuttgart 1983, ISBN 3-608-91128-6.
- Der europäische Bürgerkrieg 1917–1945. Nationalsozialismus und Bolschewismus. Propyläen, Frankfurt am Main 1987, ISBN 3-549-07216-3.
- Das Vergehen der Vergangenheit. Antwort an meine Kritiker im sogenannten Historikerstreit. Ullstein, Berlin 1987, ISBN 3-550-07217-1.
- Nietzsche und der Nietzscheanismus. Propyläen, Frankfurt am Main 1990, ISBN 3-549-05833-0.
- Geschichtsdenken im 20. Jahrhundert. Von Max Weber bis Hans Jonas. Propyläen, Frankfurt am Main 1991, ISBN 3-549-05379-7.
- Martin Heidegger. Politik und Geschichte im Leben und Denken. Propyläen, Frankfurt am Main 1992, ISBN 3-549-07241-4.
- Streitpunkte. Heutige und künftige Kontroversen um den Nationalsozialismus. Propyläen, Berlin 1993, ISBN 3-549-05234-0.
- Die Deutschen und ihre Vergangenheiten. Erinnerung und Vergessen von der Reichsgründung Bismarcks bis heute. Propyläen, Berlin 1995, ISBN 3-549-05493-9.
- Historische Existenz. Zwischen Anfang und Ende der Geschichte? Piper, München 1998, ISBN 3-492-04070-5.
- mit François Furet: „Feindliche Nähe“: Kommunismus und Faschismus im 20. Jahrhundert. Ein Briefwechsel. Herbig, München 1998, ISBN 3-7766-2029-3.
- Der kausale Nexus. Über Revisionen und Revisionismen in der Geschichtswissenschaft. Studien, Artikel und Vorträge 1990–2000. Herbig, München 2002, ISBN 3-7766-2279-2.
- mit Siegfried Gerlich: Einblick in ein Gesamtwerk. Siegfried Gerlich im Gespräch mit Ernst Nolte. Antaios, Schnellroda 2005, ISBN 3-935063-61-X.
- Die Weimarer Republik. Demokratie zwischen Lenin und Hitler. Herbig, München 2006, ISBN 3-7766-2491-4.
- Geschichte Europas 1848–1918. Von der Märzrevolution bis zum Ende des Ersten Weltkriegs. Herbig, München 2007, ISBN 978-3-7766-2532-5.
- Das 20. Jahrhundert. Die Ideologien der Gewalt. Herbig, München 2008, ISBN 978-3-7766-2579-0.
- Die dritte radikale Widerstandsbewegung. Der Islamismus. Landt, Berlin 2009, ISBN 978-3-938844-16-8.
- Späte Reflexionen. Über den Weltbürgerkrieg des 20. Jahrhunderts. Karolinger, Wien 2011, ISBN 978-3-85418-142-2.
- Italienische Schriften. Europa – Geschichtsdenken – Islam und Islamismus. Aufsätze und Interviews aus den Jahren 1997 bis 2008. Landt, Berlin 2011, ISBN 978-3-938844-22-9.
- Am Ende eines Lebenswerks. Letzte Reden 2011/2012. Antaios, Schnellroda 2012, ISBN 978-3-935063-67-8.
- Rückblick auf mein Leben und Denken. Lau-Verlag, Reinbek 2014, ISBN 978-3-95768-023-5.
- Historische Existenz. Zwischen Anfang und Ende der Geschichte? Lau-Verlag, Reinbek 2015, ISBN 978-3-95768-137-9.
- Ich bin kein Prophet. Ein Gespräch mit Ernst Nolte über den Islam und Europa. Edition Europolis, Berlin 2015, ISBN 978-3-9814942-4-2.

## Literatur

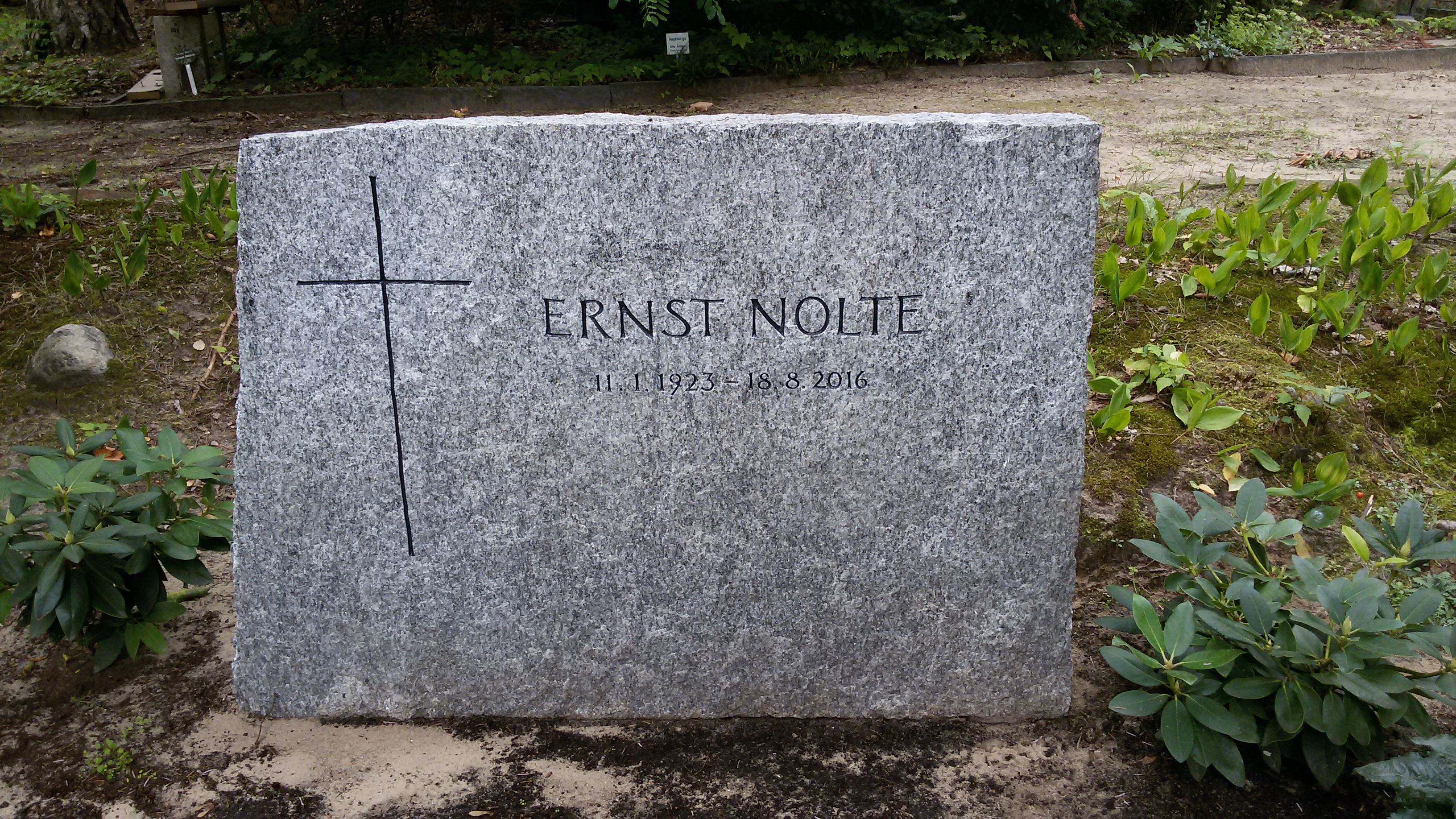
Ernst Noltes Grabstein auf dem Friedhof der St.-Matthias-Gemeinde (Berlin-Tempelhof)

## Film
- Interview mit Nolte in „Was war links?“, vierteilige Dokumentarreihe von Andreas Christoph Schmidt, Teil 1, Protest und Theorie. 2003, 4 × 60 Minuten.
- Deutscher Streitfall: Der Historiker Ernst Nolte, Dokumentarfilm von Andreas Christoph Schmidt, 2005, 80 Minuten.